# Hyptia stimulata
Hyptia stimulata är en stekelart som först beskrevs av August Schletterer 1889.  Hyptia stimulata ingår i släktet Hyptia och familjen hungersteklar. Inga underarter finns listade i Catalogue of Life.